# Beyoncé: Live at Wembley
Beyoncé: Live at Wembley en un DVD/CD de la cantante estadounidense de R&B Beyoncé Knowles, lanzado el 27 de abril de 2004. El DVD es una grabación de un concierto en Wembley Arena en Londres, Reino Unido como parte de su gira Dangerously in Love Tour.

## Repertorio del DVD
1. «Baby Boy» – 4:58
2. «Naughty Girl» – 4:12
3. «Fever» – 5:57
4. «Hip Hop Star» – 4:31
5. «Yes» – 4:11
6. «Work It Out» – 3:47
7. «Gift from Virgo» – 3:15
8. «Be with You» – 3:58
9. «Speechless» – 5:00
10. DC Medley – 10:43
  1. «Bug a Boo»
  2. «No, No, No Part 2»
  3. «Bootylicious»
  4. «Jumpin' Jumpin'»
  5. «Say My Name»
  6. «Independent Women Part I»
  7. «'03 Bonnie & Clyde»
  8. «Survivor»
11. «Me, Myself and I»– 5:14
12. «Summertime» – 5:30
13. «Dangerously in Love» – 8:34
14. «Crazy in Love» – 8:03
15. Credits ("Naughty Girl") – 1:45

## Características especiales del DVD
1. Backstage – 8:38
2. Staging/Choreography – 5:51
3. Beyoncé's Dressing Room – 5:48
4. Show Favorites – 3:06
5. Beyoncé - Solo Artist – 3:25
6. A Day in London – 4:58
7. Meet the Fans backstage – 2:58
8. A Conversation with Beyoncé – 16:26
9. «Crazy in Love» en vivo desde los 2004 BRIT Awards – 3:42
10. L'Oréal Commercial – 0:31
11. Destiny's Child Update – 0:17

## Repertorio del CD
1. «Wishing on a Star» (Billie Rae Calvin) – 4:09
2. «What's It Gonna Be» (Beyoncé Knowles, LaShaun Owens, Karrim Mack, Corte Ellis, Larry Troutman, Roger Troutman, Kandice Love) – 3:37
3. «My First Time» (Knowles, Pharrell Williams, Chad Hugo) – 4:25
4. «Krazy in Luv» (Maurice's Nu Soul Remix) (Knowles, Rich Harrison, Shawn Carter, Eugene Record) – 6:28
5. «Baby Boy» (Junior's World Mixshow) (Knowles, Scott Storch, Robert Waller, Carter) – 6:39
6. «Naughty Girl» (Calderone Quayle Club Mix) (Knowles, Storch, Waller, Angela Beyincé, Pete Bellotte, Giorgio Moroder, Donna Summer) – 9:38
Bonus tracks de Japón[1]
7. «Naughty Girl» (con Lil' Kim) – 3:51
8. «Naïve» (HR Crump Remix Solange Knowles dueto c/ Beyoncé feat. Da Brat) – 3:40

## Recepción comercial
De acuerdo con Nielsen SoundScan, el DVD vendió 264 000 copias en Estados Unidos. Hacia el 6 de octubre de 2010, Beyoncé: Live at Wembley logró vender 197 000 descargas digitales.

## Premios
| Grammy Awards | Grammy Awards                            | Grammy Awards                          | Grammy Awards |
| Año           | Título                                   | Categoría                              | Resultado     |
| ------------- | ---------------------------------------- | -------------------------------------- | ------------- |
| 2004          | «Krazy in Luv» (Maurice's Nu Soul Remix) | Mejor grabación remezclada, no-clásica | Ganador       |

## Lista de posiciones
| Lista (2004)                          | Posición |
| ------------------------------------- | -------- |
| Italian FIMI DVD Chart                | 5        |
| Japanese Oricon Albums Chart          | 8        |
| Swiss Albums Chart                    | 73       |
| UK DVD Chart                          | 2        |
| U.S. Billboard 200                    | 17       |
| U.S. Billboard Top R&B/Hip-Hop Albums | 8        |
| Lista (2010)                          | Posición |
| Italian DVD Chart                     | 5        |

| Lista                                                  | Posición |
| ------------------------------------------------------ | -------- |
| Mundialmente - Best selling DVD title worldwide (2004) | 3        |

| País  | Certificación |
| ----- | ------------- |
| Japón | Oro           |